# صلاح المناوي
صلاح المناوي (14 يوليو 1929 - 8 أبريل 2021) طيار مقاتل مصري وصل لرتبة فريق، كان رئيس شعبة عمليات القوات الجوية المصرية خلال حرب أكتوبر.
ولد في محافظة دمياط، التحق بالكلية الحربية وتخرج فيها في 1950، ثم التحق بالكلية الجوية في 15 يونيو 1951. أصبح نائب رئيس هيئة عمليات القوات الجوية في 1968، ثم رئيس هيئة العمليات في 1969 حتى حرب أكتوبر.

## الأوسمة والنياشين
- وسام النجمة العسكرية
- نوط الواجب العسكري
- وسام الجمهورية
- ميدالية الخدمة الطويلة والقدوة الحسنة